# Åke Rosenius (illustratör)

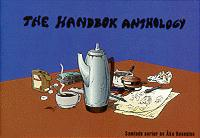
The Handbok Anthology

Clas Åke Martin Rosenius, född 13 februari 1965 i Nysätra församling i Västerbottens län, är en svensk illustratör och serietecknare. Rosenius har gjort illustrationer till olika rollspel från 1989 och framåt, främst för Lancelot Games och Rävspel. Bland dessa finns rollspelen Khelataar, APA: the roleplaying game, Ansgar, Western och Gondica, samt speltidskrifterna Rubicon, Sverox och Fenix.
Förutom reguljära illustrationer märks Rosenius rollspelsrelaterade serier, främst skämtserierna Rubicons handbok i överlevnad (senare Rosenius handbok i överlevnad) och ett antal likartade efterföljare, bland annat Café Tavelsjö och Sverox fantastiska fakta. Ett samlingsalbum med dessa serier, The Handbok Anthology, gavs ut av Rävspel år 2000. Den senaste och enda nu aktiva serien är Birger Barbaren, en återkommande skämtserie i speltidningen Fenix och även samlad i albumet The Dark and Hairy Annals of Birger Barbaren, 2012.
Rosenius drev även Skandinaviens äldsta och största webbplats om den tecknade japanska TV-serien Sailor Moon.